# Vindonnus
Vindonnus ou Apollon Vindonnus avait un temple à Essarois, près de Châtillon-sur-Seine, en Bourgogne. Il a été assimilé à Belenos et à Apollon.

## Sanctuaire de Vindonnus
Le sanctuaire était basé autour d'une source curative. Une partie du fronton du temple subsiste, portant une inscription au dieu et à l'esprit des sources avec, au-dessus, la tête d'une divinité du soleil rayonnée. De nombreux objets votifs ont été apportés au sanctuaire, certains en chêne, certains en pierre. Certaines offrandes prennent la forme d'images de mains tenant des fruits ou un gâteau; d'autres représentent les parties du corps nécessitant une guérison. Dans de nombreux cas, les pèlerins semblent avoir souffert d'affections oculaires.

### Pages connexes
- Religion celtique
- Belenos
- Apollon